# Hector Durville
Pour les articles homonymes, voir Durville.
Hector Durville (1849-1923) est un occultiste français qui pratiqua le magnétisme animal à la fin du XIXe siècle. Il est le père de Gaston Durville, Henri Durville et André Durville.

## Biographie
Hector Durville dirigea le Journal du Magnétisme fondé par le baron du Potet. Il fonda un certain nombre d’institutions tels que :
- l’école pratique de massage et de magnétisme ;
- l’ordre Eudiaque, société spirituelle initiatique.

Il eut pour élève Fabius de Champville.

## Œuvre
- Théorie & procédés du magnétisme.
- Magnétisme Personnel ou Psychique, 1890, (Texte en ligne)
- Les Actions Psychiques à Distance
- Pour devenir Magnétiseur, 1890.

en anglais
- The Mysteries of Eleusis